# Kulceratops
Kulceratops („jezerní rohatá tvář“) byl rod možného neoceratopsního dinosaura, objeveného v sedimentech souvrství Chodžakul na území Uzbekistánu. Žil v oblasti střední Asie během období spodní křídy, asi před 110 miliony let (geologický stupeň alb).

## Historie
Fosilii tohoto dinosaura objevil již v roce 1914 ruský geolog Andrej Dmitrijevič Archangelski. Jedná se pouze o část horní čelisti (maxily) se zuby, její přední část je ale poškozená. Holotyp CCMGE No. 495/12457 naznačuje, že se jedná o fosilii rohatého dinosaura s vývojově primitivními znaky. Formálně ji popsal v roce 1995 paleontolog Lev Alexandrovič Nesov, který pro ni stanovil nové vědecké jméno Kulceratops kulensis.

## Zařazení
Kulceratops by mohl být zástupcem archaické vývojové skupiny rohatých dinosaurů Archaeoceratopsidae nebo čeledi Protoceratopsidae (případně by se mohlo jednat o vývojově primitivního zástupce kladu Neoceratopsia). Vzhledem k nekompletnosti fosilního materiálu je však tento taxon v současnosti považován za nomen dubium (pochybné vědecké jméno).